# محمد ابوالقاسمی
محمد حاجی‌ابوالقاسم دولابی معروف به محمد حاج ابوالقاسم (زادهٔ ۱۳۵۴) روحانی شیعه، مجتهد، استاد حوزه و داور بین‌المللی مسابقات قرآن است.
او در انتخابات پنجمین دوره مجلس خبرگان رهبری، موفق شد به عنوان نماینده استان زنجان به پنجمین دوره مجلس خبرگان رهبری راه یابد. ابوالقاسمی نوه سید مهدی طباطبایی از خطبای مشهور تهران است.
او از سال ۶۷ وارد حوزه علمیه قم شده و از سال ۷۰ جزو استادان رسمی حوزه و از سال ۹۵ تاکنون جزو استادان دروس خارج حوزه علمیه قم است.
وی در ایام ماه رمضان در شبکه سه صداوسیمای جمهوری اسلامی تفسیر موضوعی و تطبیقی آیات قرآن با مسائل روز را ارائه می‌کند.
ابوالقاسمی از سال ۱۴۰۰ تا ۱۴۰۳ با حکم سید ابراهیم رئیسی مشاور امور حوزه و روحانیت رئیس‌جمهور بود. وی همچنین عضو هیئت امنای حوزه علمیه مشکات و مرکز جامع علوم اسلامی و سازمان دارالقرآن الکریم و رئیس پژوهشگاه فقه نظام نیز هست.

## فرزندان
او در مصاحبه ای گفته که صاحب سه فرزند پسر می‌باشد که دو پسر اول مشغول به تحصیل در حوزه علمیه قم و فرزند سوم او دانش آموز می‌باشد.

## توصیه به مسئولین کشور
او در تاریخ ۲ اردیبهشت ۱۴۰۱ش و در پی سفر خانواده قالیباف به ترکیه طی سخنرانی تلویزیونی خود که به صورت زنده از حرم فاطمه معصومه در قم پخش می‌شد و در بیان نکات تفسیری جزء بیستم قرآن کریم بود به نقد دنیاطلبی دولت‌مردان و خواص پرداخت و به‌طور صریح گفت: «دنیا گرایی برای همه بد است، برای مسئولان بدتر است، مسئولان اگر گرفتار دنیاگرایی شدند زمینه ساز شکست امت‌ها را فراهم می‌کنند».